# USS St. Louis (C-20)
Pour les autres navires du même nom, voir USS St. Louis.
L'USS St. Louis (C-20/CA-18) est un croiseur protégé de l'United States Navy de classe St. Louis construit à partir de 1902 par Neafie & Levy (en) à Philadelphie et mis en service en 1906. Il est nommé d'après la ville de Saint-Louis. 
Après sa mise en service, le navire alterne un service le long des côtes du continent américain et dans le Pacifique, un service comme navire de réception et des périodes en réserve de la flotte. Lors de la Première Guerre mondiale, il effectue l'escorte de convois à travers l'océan Atlantique, puis il est chargé de ramener des troupes aux États-Unis. Après guerre, il navigue en Méditerranée et participe à des opérations humanitaires en Mer Noire. Désarmé le 3 mars 1922 et placé en réserve, il est rayé des listes du Naval Vessel Register le 20 mars 1930 conformément aux dispositions du traité naval de Londres sur la limitation de l'armement naval.

## Début de carrière
Affecté à la flotte du Pacifique, le St. Louis quitte Tompkinsville (en), dans l’État de New York, le 15 mai 1907 après avoir terminé ses essais de navigation le long de la côte de Virginie. Le St. Louis poursuit ensuite sa route vers la côte ouest en passant par Port Castries, Salvador, Rio de Janeiro, Montevideo, Punta Arenas, Valparaiso, Callao et Acapulco avant d'arriver à San Diego le 31 août 1907. Opérant au large de la côte ouest au printemps 1908, le navire navigue du Puget Sound à Honolulu en juin, puis navigue dans les eaux de l'Amérique centrale de juillet à octobre. Le 5 novembre 1909, le St. Louis retourne au Puget Sound avant d'être placé en réserve le 14 novembre 1909.
Déclassé le 3 mai 1910, le St. Louis est remis en service le 7 octobre 1911 au Puget Sound Navy Yard. Le navire quitte le Puget Sound le 13 juillet 1911 pour San Francisco afin d'y servir de navire de réception. Après avoir subi des réparations du 22 juillet 1911 au 28 février 1912, le St. Louis rejoint à nouveau la flotte de réserve du Pacifique  le 12 mars. Du 14 juillet 1912 au 26 avril 1913, il opère en soutien de la milice navale de l'Oregon (en), puis retourne au Puget Sound Navy Yard pour être placée dans la flotte de réserve du Pacifique pendant un an. Il quitte le Puget Sound le 24 avril 1914 afin de servir à nouveau de navire de réception à San Francisco le 27. En retournant à Bremerton, le St. Louis est de nouveau placé dans la flotte de réserve du Pacifique le 17 février 1916.
Détaché de la flotte de réserve le 10 juillet 1916, le St. Louis quitte le Puget Sound le 21 juillet pour Honolulu. Arrivé à Pearl Harbor le 29 juillet, il sert comme navire de soutien, dans la 3e division de sous-marins de la flotte du Pacifique. Immobilisé à Pearl Harbor, l'équipage du sloop allemand SMS Geier a l'intention de saborder son propre navire, mais une équipe armée du St. Louis aborde le navire le 4 février 1917 et le saisit. L'équipage allemand est alors interné sur le continent près de Salt Lake City.

## Première Guerre mondiale
Placé en commission réduite le 6 avril 1917 lorsque les États-Unis entrent dans la Première Guerre mondiale, l'USS St. Louis quitte Honolulu le 9 avril pour rejoindre une escorte de convois destinés à l'Europe. Étant d'abord appelé à San Diego, le navire prend à son bord 517 volontaires de la réserve et des apprentis marins pour porter son équipage en temps de guerre à 823 hommes. Le 20 avril, il retrouve une pleine commission. Un mois plus tard, il arrive dans la zone du canal de Panama et embarque les 7e, 17e, 20e, 43e, 51e et 55e compagnies de Marines. Le St. Louis les transporte à Santiago de Cuba, puis prend la route de Philadelphie où il arrive le 29 mai 1917.
Le premier convoi que le St. Louis escorte, le groupe 4 American Expeditionary Force, prend le départ le 17 juin 1917 de New York. Revenant à Boston pour effectuer des réparations le 19 juillet 1917, il accomplit six voyages supplémentaires, escortant des convois au départ de New York pour des ports en Grande-Bretagne et en France jusqu'à la fin de la guerre.
Avec l'USS Huntington (CA-5), le navire quitte Halifax le 30 octobre 1917 pour transporter les membres d'une commission américaine de haut niveau qui doivent participer à une conférence avec les Alliés européens. Escortée par l'USS Balch (DD-50) et d'autres navires britanniques et américains, il arrive à Plymouth dans la soirée du 7 novembre.

## Après-guerre
Après l'armistice de 1918, le St. Louis est chargé de raccompagner les troupes aux États-Unis. Le navire transporte en tout 8 437 soldats en sept traversées depuis Brest jusqu'à Hoboken dans le New Jersey entre le 17 décembre 1918 et le 17 juillet 1919 avant de rejoindre les chantiers de la marine de Philadelphie pour y subir des réparations.
Désigné CA-18 le 17 juillet 1920 et assigné à l'escadre européenne, le St. Louis quitte Philadelphie le 10 septembre 1920 pour Sheerness, Cherbourg et Constantinople. Il débarque des militaires à Sheerness le 26 septembre, puis continue son voyage à travers la Méditerranée et fait rapport au commandant des forces navales des États-Unis dans les eaux turques à Constantinople le 19 octobre. Le 13 novembre, traversant le Bosphore depuis Constantinople, le St. Louis embarque des réfugiés à Sébastopol et à Yalta pour les déposer à Constantinople le 16 novembre. Le lendemain, son équipage distribue de la nourriture aux réfugiés logés à bord des navires ancrés dans le Bosphore. Le St. Louis poursuit ses tâches humanitaires à Constantinople et dans les ports anatoliens pendant les troubles provoqués par la guerre civile russe et la guerre d'indépendance turque.
Le navire quitte l'Asie Mineure pour Naples le 19 septembre 1921, puis rejoint Gibraltar.

## Fin de carrière
Le 11 novembre, le St. Louis arrive à Philadelphie où, à la fin de sa révision avant inactivation, il est désarmé le 3 mars 1922. Demeuré en réserve, il est rayé des listes du Naval Vessel Register le 20 mars 1930. La coque du St. Louis est vendu pour démantèlement le 13 août conformément aux dispositions du traité naval de Londres et du second Traité naval de Londres sur la limitation et la réduction de l'armement naval.